# رایمونداس رومشاس
رایمونداس رومشاس (لیتوانیایی: Raimondas Rumšas؛ زادهٔ ۱۴ ژانویهٔ ۱۹۷۲) دوچرخه‌سوار اهل لیتوانی است.
وی در مسابقات مهمی همچون بازی‌های المپیک تابستانی ۱۹۹۶ و تور دو فرانس ۲۰۰۰ شرکت کرده‌است، از افتخارات رومشاس می‌توان به قهرمانی در تور دوچرخه‌سواری لمباردی ۲۰۰۰ و انتخاب به عنوان ورزشکار سال لیتوانی اشاره کرد.